# David Winters
Pour les articles homonymes, voir Winters.

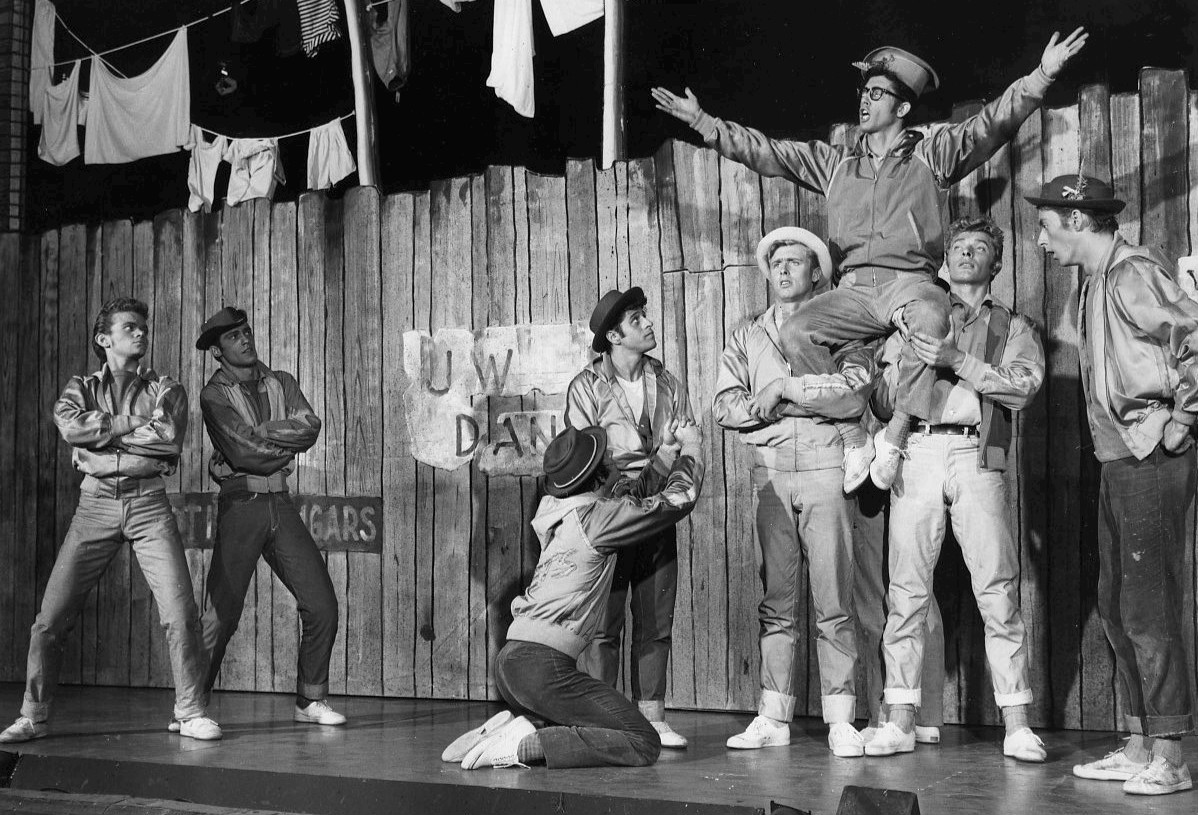
David Winters (à gauche) dans la production originale de West Side Story sur scène en 1957.

David Winters, né David Weizer, est un acteur, producteur de télévision et de cinéma, réalisateur, scénariste et chorégraphe britannique naturalisé américain né le 5 avril 1939 à Londres (Royaume-Uni) et mort le 23 avril 2019 en Floride.

## Filmographie

### comme producteur
- 1966 : Lucy in London (TV)
- 1968 : Once Upon a Wheel
- 1970 : The George Kirby Show (TV)
- 1970 : Raquel! (TV)
- 1970 : The Darin Invasion (TV)
- 1971 : The 5th Dimension Traveling Sunshine Show (TV)
- 1971 : Story Theatre (série télévisée)
- 1972 : Half the George Kirby Comedy Hour (série télévisée)
- 1972 : The Special London Bridge Special
- 1972 : Timex All Star Swing Festival (TV)
- 1973 : Dr. Jekyll and Mr. Hyde (TV)
- 1973 : Saga of Sonora (TV)
- 1975 : Linda Lovelace for President
- 1975 : Alice Cooper: Welcome to My Nightmare
- 1977 : Young Lady Chatterley
- 1982 : Les Frénétiques (The Last Horror Film)
- 1986 : Killer Workout
- 1987 : Phoenix the Warrior
- 1987 : Rage to Kill
- 1987 : Mankillers
- 1987 : La Mission (The Mission… Kill)
- 1988 : Dead End City
- 1988 : Space Mutiny
- 1988 : Deadly Prey
- 1988 : Night Wars
- 1989 : Time Burst: The Final Alliance
- 1989 : Shooters
- 1989 : Code Name Vengeance
- 1989 : Deadly Reactor
- 1989 : Order of the Eagle
- 1989 : The Bounty Hunter
- 1989 : The Revenger
- 1989 : Hell on the Battleground
- 1989 : Jungle Assault
- 1990 : White Fury
- 1990 : Fatal Skies (vidéo)
- 1990 : Future Force
- 1990 : Deadly Dancer
- 1990 : Rapid Fire
- 1990 : Death Chase
- 1990 : Operation Warzone
- 1990 : Future Zone
- 1990 : Invasion Force
- 1990 : The Final Sanction
- 1990 : Lock 'n' Load
- 1991 : That's Action (vidéo)
- 1991 : The Last Ride
- 1991 : Presumed Guilty
- 1991 : Cop-Out
- 1991 : Maximum Breakout
- 1991 : Firehead
- 1991 : The Lost Platoon
- 1991 : Born Killer
- 1991 : Raw Nerve
- 1992 : Armed for Action
- 1992 : Blood on the Badge
- 1992 : Center of the Web
- 1993 : Double Threat
- 1993 : Night Trap
- 1994 : The Dangerous
- 1994 : Strip Girl (Raw Justice)
- 1995 : L'Implacable (Codename: Silencer)
- 2000 : Rhythm & Blues
- 2002 : Welcome 2 Ibiza
- 2003 : Devil's Harvest
- 2005 : The King Maker

### comme acteur
- 1948 : The Milton Berle Show (série télévisée) : Jimmy
- 1949 : Suspense (série télévisée) : Bobby
- 1949 : The Big Story (série télévisée) : Bobby Dagoras
- 1950 : Lux Video Theatre (en) (série télévisée) : Stu Morgan
- 1951 : Love of Life (série télévisée) : Spike
- 1951 : Hallmark Hall of Fame (série télévisée) : Jacques
- 1952 : The Red Buttons Show (série télévisée) : Red's nephew
- 1952 : Campbell Playhouse (série télévisée) : Herman
- 1953 : ABC Album (série télévisée) : Christian Rork
- 1953 : Jimmy Hughes, Rookie Cop (série télévisée) : Henry Benaris
- 1953 : Atom Squad (série télévisée) : Charles West
- 1954 : Roogie's Bump : Andy
- 1956 : Rock, Rock, Rock! : Melville
- 1959 : The Last Angry Man : Lee Roy
- 1961 : West Side Story : A-rab
- 1963 : Ah! Si papa savait ça (Take Her, She's Mine) : Coffeehouse Patron Saying 'Take it off'
- 1963 : Captain Newman, M.D. : Patient
- 1964 : Death at the Stock Car Races (TV) : Ralphie Linden
- 1964 : The New Interns : Hood
- 1966 : Out of the Unknown
- 1966 : The Crazy-Quilt
- 1982 : Les Frénétiques (The Last Horror Film) : Stanley Kline
- 2002 : Welcome 2 Ibiza : Uncle Sam
- 2006 : Le Trésor de Barbe-Noire de Kevin Connor (TV) (mini-série) :Silas Bridges

### Comme réalisateur
- 1966-1968 : The Monkees (série) 2 épisodes
- 1968 : Once Upon a Wheel
- 1969 : Ann-Margret: From Hollywood with Love (TV)
- 1970 : Raquel! (TV)
- 1972 : The Special London Bridge Special
- 1973 : Dr. Jekyll and Mr. Hyde (TV)
- 1975 : Alice Cooper: Welcome to My Nightmare
- 1979 : Racquet
- 1982 : Les Frénétiques (The Last Horror Film)
- 1984 : That Was Rock (vidéo)
- 1985 : Girls of Rock & Roll (vidéo)
- 1986 : Thrashin' (Skate Gang)
- 1987 : La Mission (The Mission… Kill)
- 1987 : Rage to Kill
- 1988 : Space Mutiny
- 1989 : Code Name Vengeance
- 2002 : Welcome 2 Ibiza

### comme scénariste
- 1982 : Les Frénétiques (The Last Horror Film)
- 1987 : Rage to Kill
- 1987 : La Mission (The Mission… Kill)
- 1990 : Invasion Force

### comme chorégraphe
- 1964 : L'Amour en quatrième vitesse (Viva Las Vegas) de George Sidney